# Universidad de Hacettepe
La Universidad de Hacettepe es una importante universidad estatal en Ankara, Turquía. Basado en los resultados académicos, es la universidad que posee la mejor Facultad de medicina del país.
La Universidad posee 2 campus principales. El primer campus está localizado en la antigua ciudad de Ankara, en donde se encuentra la Facultad de Medicina, y el segundo, el campus Beytepe el campus está ubicado a 13 km del centro de ciudad. El campus Beytepe abarca 6 000 000 de metros cuadrados (600 hectáreas; 1 483 acres) de bosque y áreas verdes, y es donde se ubican las Facultades de Ciencias Económicas y Administrativas, Leyes, Educación, Ingeniería, Bellas Artes, Letras, y Ciencias. Además de estos dos campus principales, la Escuela de Trabajo Social está localizada en Keçiören, y el Conservatorio Estatal en Ankara, donde esta última estuvo afiliada a la universidad desde 1982, está ubicado en el Campus Serşevler.

## Información general

### Historia

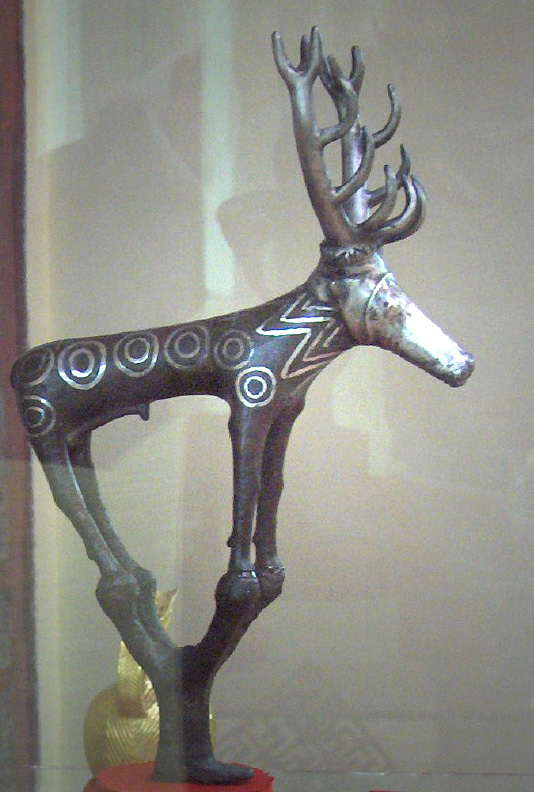
El ciervo hitita, el cual sirvió como la inspiración para el emblema de la universidad.

La historia de la Universidad de Hacettepe puede ser remontada al 8 de julio de 1958, el día en que se inauguró el Instituto de Salud Infantil y el Hospital Infantil Hacettepe, siendo este último fundado por el profesor y médico İhsan Doğramacı. En 1961 la Facultad de Ciencias de la Salud y sus divisiones de Enfermería, Tecnología Médica, Rehabilitación, Terapia Física y Nutrición fueron abiertas, en donde todas estas tuvieron como enfoque central la salud de los niños.
El 15 de junio de 1963, se establece la Facultad de Medicina en la universidad y se construyó un hospital para la formación general de sus estudiantes. Tres meses después, se establece la Facultad de Odontología de la universidad.
En el verano de 1964, se inaugura la Escuela de Ciencias Básicas, ofreciendo cursos de ciencias naturales, ciencias sociales y humanidades. En entonces, todas las instituciones docentes estuvieron vinculadas a la Universidad de Ankara y estaban agrupadas bajo el título ''Centro Científico Hacettepe''.
La Universidad de Hacettepe fue creada mediante la Ley N° 892 por parte de la Asamblea Nacional de Turquía el 8 de julio de 1967. Las instituciones de educación superior de la universidad formaron el núcleo de la Universidad de Hacettepe y se establecieron las Facultades de Medicina, Ciencia e Ingeniería, y Ciencias Sociales y Administrativas.
En 1969, se establece la Escuela de Farmacia y Salud. Tras una reorganización en 1971, las escuelas anteriormente mencionadas obtienen el estatus de Facultad, y de esta forma se crearon la Facultad de Odontología, la Facultad de Ingeniería, la Facultad de Farmacia y Facultad de las Ciencias. En 1973, se establece la Escuela de Tecnología. En 1982 las facultades anteriormente mencionadas, fueron reorganizadas como la Facultad de Letras, Facultad de Educación, Facultad de Bellas Artes, Facultad de Ciencias Económicas y Administrativas, y el Conservatorio Estatal logró firmar un convenio con la universidad. En 1984 se estableció los servicios de la Escuela de Salud, y en 1989 se crea la Escuela de Ciencias y Tecnologías Deportivas. En 1998, en la ciudad de Polatli, se establecen las Escuelas Vocacionales y la Escuela Vocacional Kaman.

### Símbolo oficial
El emblema de la Universidad fue diseñado en 1967 por el Dr. Yücel Tanyeri, quién en entonces era estudiante de segundo año de medicina, haciendo un retrato de un ciervo - el cual es símbolo de una deidad hitita descubierta en las tumbas reales de Alaca Höyük. Inspirado por este símbolo arqueológico común en la región de Anatolia Central, el ciervo fue escogido como el símbolo oficial de la universidad, y fue abstraído para representar una "h" minúscula – la primera letra del nombre de la universidad.

### Rankings
En 2018, el Global University Rankings realizado en Estados Unidos, posicionó a la Universidad de Hacettepe como la 1° en Turquía y la 208° a nivel global, en poseer la mejor Facultad de Medicina. En 2010, el Ranking Universitario para el Desempeño Académico (URAP) la posicionó como la mejor universidad de Turquía en la 339° a nivel mundial.
En 2010, el Ranking Universitario QS, la posicionó en el puesto 285° en el campo de ciencias de la vida y en medicina. En SCImagoir 2010 la posicionó en el puesto 354.º en todo el mundo, 114.º en Europa Occidental, la 1.º en Turquía y la 122.º en todo el mundo en el área de las Ciencias de la Salud. Localmente, la Facultad de Medicina de la Universidad de Hacettepe, es considerada como la mejor del país. Basado en los resultados mínimos necesarios para inscribirse en la escuela de medicina, la Universidad de Hacettepe ocupa el primer lugar durante más de una década, entre las universidades estatales del país.

## Campus

### Campus principal – Centro Médico
El campus principal está localizado en Sıhhiye, Ankara. En este campus, se ubican las Facultades de: Odontología, Medicina y Farmacia, las Instituciones de la Salud Infantil, Ciencias de la Salud, Ciencias Neurológicas, Oncología, Salud Pública y Estudios de la Población, y las Escuelas de Administración de la Salud, Tecnología Sanitaria, Economía Doméstica, Enfermería, Terapia Física y Rehabilitación y Servicios de la Salud, Hospitales Docente (el Hospital de Adultoa, el Hospital Infantil Ihsan Dogramaci y el Hospital de Oncología), una biblioteca biomédica, unidades de investigación biomédica, residencias estudiantiles, zonas deportivas y centros de recreación y clubes.

### Campus Beytepe
Este campus está localizado en Beytepe. Aquí se ubican las Facultades de Ciencias Económicas y Administrativas, Educación, Ingeniería, Bellas artes, Letras y Ciencias Naturales, las Instituciones de Historia Moderna de Turquía, Ciencias Naturales, Ciencias Nucleares y Ciencias Sociales, y las Escuelas de Lenguas Extranjeras, y la Escuela Vocacional de Tecnología, Escuela de Ciencias y Tecnologías Deportivas, y las oficinas administrativas, biblioteca, residencias estudiantiles, zonas deportivas y centros de recreación.
La Universidad de Hacettepe posee actualmente 13 facultades, 8 escuelas vocacionales, un conservatorio, 13 institutos y 41 centros de investigación. Al ser universidad estatal, es financiara principalmente por fondos estatales asignados por la Asamblea Nacional de Turquía. Se ofrecen más de 150 diferentes programas de licenciatura, y también existen más 200 diferentes programas para estudios de posgrado. La Universidad posee un estimado de 49 582 estudiantes matriculados para estudios de pregrado y 3.279 miembros del personal académico.
El Campus Beytepe también posee un enorme bosque artificial, donde se realizan diversas actividades deportivas como excursionismo, mountain-bike, running, y también es ideal para realizar actividades recreativas.

### Otros campus
- Campus Serşevler: (Localizado en el Centro de Ciudad) Alberga el Conservatorio Estatal de Turquía
- Campus Bala: (Localizado en Bala, 67 kilómetros (42 millas) al sur de Ankara) Alberga la Escuela Vocacional Bala
- Campus Polatlı: (Localizado en Polatlı, un distrito ubicado a 55 kilómetros (34 millas) al oeste de Ankara) Alberga la Escuela Vocacional de Ciencias Técnicas, y la Escuela Vocacional de Servicios de la Salud

## Unidades académicas

### Escuelas & Facultades

#### Facultades
- Facultad de Comunicación
- Facultad de Odontología
- Facultad de Economía y Ciencias Administrativas
  - Economía
  - Administración de Empresas
  - Ciencias de la Familia y el Consumidor
  - Administración de Salud
  - Relaciones Internacionales
  - Ciencias Políticas y Administración Pública
  - Finanza Pública
  - Trabajo Social
- Facultad de Educación
  - Pedagogía en Computación y Tecnologías de Instrucción
  - Departamento de Ciencias de la Educación
    - Currículum e Instrucción
    - Administración Educacional
    - Supervisión, Planificación y Economía
    - Consejería Psicológica y Orientación
    - Pruebas y Evaluación en Educación

  - Departamento de Pedagogía en Idiomas Extranjeros
    - Pedagogía en Inglés
    - Pedagogía en Francés
    - Pedagogía en Alemán

  - Departamento de Educación Primaria
    - Pedagogía en Educación Primaria
    - Pedagogía en Matemáticas
    - Educación Preescolar
    - Pedagogía en Ciencias

  - Departamento de Ciencias y Matemáticas para la Educación Secundaria
    - Pedagogía en Biología
    - Pedagogía en Química
    - Pedagogía en Matemáticas
    - Pedagogía en Física
- Facultad de Ingeniería
  - Ingeniería Química
  - Ingeniería en Informática,
  - Ingeniería en Electricidad y Electrónica,
  - Ingeniería en Medio Ambiente
  - Ingeniería en Alimentación
  - Ingeniería Geológica
  - Ingeniería Geomática,
  - Ingeniería Hidrogeológica
  - Ingeniería Industrial,
  - Ingeniería en Minas
  - Ingeniería Nuclear
  - Ingeniería Física
  - Ingeniería Mecánica (Ingeniería Automotriz)
- Facultad de Bellas Artes :
  - Cerámica
  - Artes Gráficas
  - Arquitectura del Interior y Diseño Medioambiental
  - Pintura
  - Escultura
- Facultad de Ciencias de la Salud
  - Pediatría
  - Enfermería
  - Nutrición y Dietética
  - Terapia Ocupacional
  - Rehabilitación de Fisioterapia
- Facultad de Leyes
- Facultad de Letras
  - Literatura y Cultura Americanas,
  - Arqueología,
  - Literatura y Lengua Inglesa,
  - Literatura y Lengua Francesa,
  - Literatura y Lengua Alemana,
  - Historia,
  - Historia del Arte,
  - Administración de Información,
  - Lingüística,
  - Filosofía,
  - Psicología,
  - Sociología,
  - Traducción e Interpretación
    - Traducción e Interpretación del Inglés
    - Traducción e Interpretación del Francés
    - Traducción e Interpretación del Alemán

  - Literatura y Lenguas Turcas
    - Folclore Turco

La Facultad De Letras fue establecida como Facultad de Ciencias y Humanidades en 1967, inaugurándose entre 1968 y 1969, y se dividió en la Facultad de Literatura y Facultad de Economía y Ciencias Administrativas el 20 de julio de 1982. La Facultad de Letras tiene la población estudiantil más alta de la universidad y posee 15 unidades académicas. Está localizado en el Campus Beytepe, Ankara. Esta facultad ha estado publicando su propia revista llamada Edebiyat Fakültesi Dergisi, la cual entró en funciones desde 1983. La revista se publica dos veces al año. Contiene noticias e innovaciones de humanidades junto con ensayos realizado por autores turcos e internacionales
- Facultad de Medicina
  - Medicina (Sistema turco)
  - Medicina (Sistema británico)
- Facultad de Medicina en Kastamonu
- Facultad de Farmacia
- Facultad de Ciencias
  - Ciencias Actuariales
  - Biología
  - Química
  - Matemáticas
  - Estadística

#### Escuelas
- Escuela de Lenguas Extranjeras
  - División de Inglés Básico
  - División Preparatoria Inglesa
  - División Preparatoria Alemana
  - División Preparatoria Francesa
- Escuela de Ciencias y Tecnologías Deportivas

### Institutos
- Instituto Atatürk de Historia Moderna de Turquía
- Instituto de Salud Infantil
- Instituto de Estudios de la Población
- Instituto de Ciencias Puras y Aplicadas
- Instituto de Ciencias Sociales
- Instituto de Ciencias de la Salud
- Instituto de Bellas Artes
- Instituto de Salud Pública
- Instituto de Ciencias Neurológicas
- Instituto de Ciencias Nucleares
- Instituto de Oncología
- Instituto de Investigación Turcológica
- Centro de Investigación y Aplicación Medioambiental (ERAC)

### Escuelas vocacionales
- Escuela Vocacional Bala
- Escuela Vocacional Hacettepe
- Escuela Vocacional de Servicios de la Salud
- Escuela Vocacional de Servicios de la Salud de Polatlı
- Escuela Vocacional de Ciencias Técnicas de Polatlı
- Escuela Vocacional de Ciencias Sociales

## Miembros destacados

### Alumnos
- Bilge Yıldız - Profesor Asociado de Ciencias Nucleares e Ingeniería, MIT.[8]
- Prof.Dr.Erkan İbiş - Rector de la Universidad de Ankara.[9][10]
- Erdal Serşikçioğlu - Actor
- Saygın Soysal - Actor
- Uğur Erdener - Médico especializado en oftalmología y profesor
- Çağrı Erhan - Rector de la Universidad de Estambul Kemerburgaz
- Erdal İnci - Artista de los Nuevos Medios
- Tekin Bingöl - Político y doctor
- Esen K. Akpek - Profesor Bendann de Oftalmología, Escuela de Medicina de la Universidad Johns Hopkins
- Canan Dağdeviren - Profesor asistente del MIT Media Lab